# Nectaire d'Autun
Pour les articles homonymes, voir Nectaire.
 Nectaire d'Autun est un gallo-romain, évêque d'Autun au VIe siècle, mort en ce lieu le 13 septembre 549[réf. nécessaire] ou 550, ensuite reconnu comme saint par l'Église catholique et l'Église orthodoxe.

## Biographie
Évêque d'Autun de 540 à 549, Nectaire (Nectarius en latin) fut l'ami de saint Germain de Paris qu'il nomma abbé de l'abbaye de Saint-Symphorien d'Autun.
En 542, il part vénérer les reliques de saint Nazaire de Milan et, ne pouvant rapporter des reliques du saint, on lui proposa un morceau d'étoffe recouvert du sang de saint Celse et de saint Nazaire. Il emporta le tissu qui fut conservé dans un reliquaire à la cathédrale d'Autun. Au cours de ce voyage, il fait la connaissance d'Emanus, un pèlerin de Cappadoce qui, après avoir résidé sept années à Rome et en Italie, se dirigeait vers Autun attiré par une vision au tombeau de saint Symphorien d'Autun. L'évêque l'emmena avec lui et le garda plusieurs années. Emanus partit ensuite évangéliser le pays des Carnutes, puis sa vénération pour saint Symphorien le ramena à Autun. Il attira la foule par ses miracles et Nectaire lui conféra la prêtrise.
En 549, il participe au 5e concile d'Orléans (où l'on rédigea 80 canons), en compagnie de son ami Germain de Paris qui est encore abbé de Saint-Symphorien, et de soixante et onze archevêques et évêques de France.
La première cathédrale d'Autun fut consacrée sous son vocable. Il est fété le 13 septembre.